# Fushan (Linfen)
Fushan (chinesisch 浮山县, Pinyin Fúshān Xiàn) ist ein chinesischer Kreis, der zum Verwaltungsgebiet der bezirksfreien Stadt Linfen in der Provinz Shanxi gehört. Er hat eine Fläche von 944,3 km² und zählt 98.833 Einwohner (Stand: Zensus 2020).
Die Laojun-Höhle (Laojun dong 老君洞) steht seit 2006 auf der Liste der Denkmäler der Volksrepublik China (6-355).